# Toteng (Ngamiland East)
Toteng è un villaggio del Botswana situato nel distretto Nordoccidentale, sottodistretto di Ngamiland East. Il villaggio, secondo il censimento del 2011, conta 902 abitanti.

## Località
Nel territorio del villaggio sono presenti le seguenti 36 località:
- Baapelo di 13 abitanti,
- Bamotshaa di 1 abitante,
- Birds Camp,
- Boseto Copper Mine,
- Dikgongtseditshweu di 104 abitanti,
- Ipelegeng di 17 abitanti,
- Kaepe di 8 abitanti,
- Kgomotshwaana di 33 abitanti,
- Khorotsau,
- Legotlhwana di 347 abitanti,
- Maiteko di 3 abitanti,
- Makgabana di 1 abitante,
- Makgokong di 149 abitanti,
- Makula di 77 abitanti,
- Makwelekwele/Makgelekgele di 70 abitanti,
- Matsebe di 39 abitanti,
- Maumo di 32 abitanti,
- Meriroriro di 9 abitanti,
- Mmakebana di 46 abitanti,
- Modimooteng di 4 abitanti,
- Mogapelwa di 58 abitanti,
- Mokgalo/Haka di 175 abitanti,
- Mpayamonna di 2 abitanti,
- Nisa Vula di 2 abitanti,
- Phatswe di 67 abitanti,
- Sedibana di 41 abitanti,
- Seerose,
- Sethebe di 9 abitanti,
- Somela di 4 abitanti,
- Somela 1 di 6 abitanti,
- Tsogaobone,
- Tsoku di 122 abitanti,
- Tswelenyane di 93 abitanti,
- Tudika di 14 abitanti,
- Xoboga di 63 abitanti,
- Xwamote di 49 abitanti